# Episodi di Mistero in galleria (terza stagione)

scena dall'episodio Il ritorno dello stregone.

La terza stagione della serie televisiva Mistero in galleria è andata in onda negli Stati Uniti dal 24 settembre 1972 al 27 maggio 1973 sulla NBC, ed è stata trasmessa in Italia dalla Rai a patire dal 22 febbraio fino al 11 marzo del 1988.
Le storie Die Now, Pay Later e Room for One Less furono aggiunte durante la messa in onda nelle varie emittenti locali.
| nº | Titolo originale                   | Titolo italiano                      | Prima TV USA      | Prima TV Italia  |
| -- | ---------------------------------- | ------------------------------------ | ----------------- | ---------------- |
| 1  | Return of the Sorcerer             | Il ritorno dello stregone            | 24 settembre 1972 | 25 febbraio 1988 |
| 2  | The Girl with the Hungry Eyes      | La ragazza dagli occhi affamati      | 1º ottobre 1972   | 23 febbraio 1988 |
| 3  | Rare Objects                       | Oggetti rari                         | 22 ottobre 1972   | 26 febbraio 1988 |
| 4  | Spectre in Tap Shoes               | Lo spettro ballerino                 | 29 ottobre 1972   | 7 marzo 1988     |
| 5  | You Can Come Up Now, Mrs. Millikan | Ancora in ritardo signora Millikan   | 12 novembre 1972  | 29 febbraio 1988 |
| 5  | Smile, Please                      | ?                                    | 12 novembre 1972  | 29 febbraio 1988 |
| 6  | The Other Way Out                  | L'altra uscita                       | 19 novembre 1972  | 10 marzo 1988    |
| 7  | Fright Night                       | Notte d'orrore                       | 10 dicembre 1972  | 24 febbraio 1988 |
| 8  | Finnegan's Flight                  | Il volo di Finnegan                  | 17 dicembre 1972  | 9 marzo 1988     |
| 9  | She'll Be Company for You          | Ti terrà buona compagnia             | 24 dicembre 1972  | 4 marzo 1988     |
| 10 | The Ring with the Red Velvet Ropes | Il ring dalle corde di velluto rosso | 7 gennaio 1973    | 22 febbraio 1988 |
| 11 | Something in the Woodwork          | ?                                    | 14 gennaio 1973   | 8 marzo 1988     |
| 12 | Death on a Barge                   | Morte su una chiatta                 | 4 marzo 1973      | 3 marzo 1988     |
| 13 | Whisper                            | Sussurri                             | 13 maggio 1973    | 1º marzo 1988    |
| 14 | The Doll of Death                  | La bambola della morte               | 20 maggio 1973    | 2 marzo 1988     |
| 15 | Hatred unto Death                  | Odio mortale                         | 27 maggio 1973    | 11 marzo 1988    |
| 15 | How to Cure the Common Vampire     | ?                                    | 27 maggio 1973    | 11 marzo 1988    |
| -  | Die Now, Pay Later                 | -                                    | 10 ottobre 1973   | -                |
| -  | Room for One Less                  | -                                    | 17 marzo 1974     | -                |

## Il ritorno dello stregone
- Titolo originale: Return of the Sorcerer
- Diretto da: Jeannot Szwarc
- Scritto da: Halsted Welles e basato sul racconto di Clark Ashton Smith

### Trama
Noel Evans viene assunto come traduttore da John Carnby, uno stregone, il cui fratello è morto misteriosamente. Al suo arrivo Evans incomincia a notare una serie di strani fenomeni (nebbia nei corridoi della casa di Carnby, strani rumori nei muri, ecc.), e con suo orrore scopre che il libro su cui deve lavorare è il famigerato Necronomicon. Evans decide comunque di rimanere, attirato dalla sensuale Fern, ma incomincia ad avere sospetti sulla morte del fratello di Carnby.
- Interpreti: Vincent Price (John Carnby), Bill Bixby (Noel Evans) e Tisha Sterling (Fern)

## La ragazza dagli occhi affamati
- Titolo originale: The Girl with the Hungry Eyes
- Diretto da: John Badham
- Scritto da: Robert Malcolm Young e basato sul racconto di Fritz Leiber

### Trama
Il fotografo David Faulkner assume i servizi di una bellissima modella, i cui occhi seducenti nascondono qualcosa di malefico. Nel passato della ragazza vi è infatti una lunga scia di morti misteriose.
- Interpreti: James Farentino (David Faulkner), Joanna Pettet (la modella) e John Astin (Munsch)

## Oggetti rari
- Titolo originale: Rare Objects
- Diretto da: John Badham
- Scritto da: Rod Serling

### Trama
August Kolodney, gangster condannato a morte, ingaggia un uomo per offrirgli la protezione che gli serve, ma ad un costo molto alto...
- Interpreti: Mickey Rooney (August Kolodney), Raymond Massey (Dr. Glendon) e Fay Spain (Molly Mitchell)

## Lo spettro ballerino
- Titolo originale: Spectre in Tap Shoes
- Diretto da: Jeannot Szwarc
- Scritto da: Gene R. Kearney e Jack Laird

### Trama
Dopo il suicidio della sorella Marian, talentuosa ballerina, Millicent Hardy fa ritorno alla casa di famiglia. Durante la sua permanenza, Millicent incomincerà a sentire un rumore strano, che in seguito si rivelerà essere lo spettro della sorella intento a ballare...
- Interpreti: Sandra Dee (Millicent Hardy\Marian Hardy)

## Ancora in ritardo signora Millikan
- Titolo originale: You Can Come Up Now, Mrs. Millikan
- Diretto da: John Badham
- Scritto da: Rod Serling e basato sul racconto di J. Wesley Rosenquest

### Trama
Dopo l'ennesimo disastro di fronte alla comunità scientifica, l'inventore fallito Henry Millikan vede la propria reputazione crollare definitivamente. La lunga serie di fallimenti, anno dopo anno, ha motivato Henry a dare il meglio di sé, preparandosi a testare un siero per riportare in vita i morti. La cavia per questo esperimento è la sua defunta moglie, la quale però non è ancora morta.
- Interpreti: Ozzie Nelson (Henry Millikan) e Harriet Nelson (Helena Millikan)

## Smile, Please
- Titolo italiano: ?
- Diretto da: Jack Laird
- Scritto da: Jack Laird

### Trama
Una fotografa cerca di scattare una foto ad un vampiro.
- Interpreti: Cesare Danova (vampiro) e Lindsay Wagner (fotografa)

## L'altra uscita
- Titolo originale: The Other Way Out
- Diretto da: Gene R. Kearney
- Scritto da: Gene R. Kearney e Kurt van Elting

### Trama
Bradley Meredith, omicida, viene invitato a cena in una fattoria dal nonno di una delle sue vittime, il quale sta pianificando una violenta vendetta con l'aiuto dei suoi cani. 
- Interpreti: Ross Martin (Bradley Meredith) e Burl Ives (nonno Doubleday)

## Notte d'orrore
- Titolo originale: Fright Night
- Diretto da: Jeff Corey
- Scritto da: Robert Malcolm Young e Kurt van Elting

### Trama
La coppia Ogilvy riceve in eredità una vecchia fattoria, la quale è ancora in possesso del suo defunto proprietario.
- Interpreti: Stuart Whitman (Tom Ogilvy) e Barbara Anderson (Leona Ogilvy)

## Il volo di Finnegan
- Titolo originale: Finnegan's Flight
- Diretto da: Gene R. Kearney
- Scritto da: Rod Serling

### Trama
Charlie Finnegan, condannato all'ergastolo, desidera disperatamente fuggire la propria prigionia. L'amico Pete Tuttle, esperto d'ipnosi, gli offrirà la sola via di fuga possibile: vincere la materia con la mente.
- Interpreti: Burgess Meredith (Charlie Finnegan) e Cameron Mitchell (Pete Tuttle)

## Ti terrà buona compagnia
- Titolo originale: She'll Be Company for You
- Diretto da: Gerald Perry Finnerman
- Scritto da: David Rayfiel e basato sul racconto di Andrea Newman

### Trama
Henry Auden, festoso vedevo, riceve come compagno di giochi un gatto rosso, regalo di Barbara Morgan, una delle amiche della moglie. L'animale è stranamente aggressivo e nasconde qualcosa di minaccioso.
- Interpreti: Leonard Nimoy (Henry Auden) e Lorraine Gary (Barbara Morgan)

## Il ring dalle corde di velluto rosso
- Titolo originale: The Ring with the Red Velvet Ropes
- Diretto da: Jeannot Szwarc
- Scritto da: Robert Malcolm Young e basato sul racconto di Edward D. Hoch

### Trama
Il pugile Jim Figg, appena incoronato campione del mondo dei pesi massimi, uscendo dalla doccia si ritrova all'interno di una strana villa senza alcuna spiegazione logica. La villa è situata sulla cima di una scogliera in mezzo all'oceano; i domestici non sono disposti a spiegare la situazione e i telefoni sono isolati. L'unica persona ragionevole sembra essere la signora Blanco, impressionata dalla vittoria di Jim, ma come gli altri, vaga nel dare spiegazioni. Finalmente l'incontro con il signor Blanco chiarisce la situazione: Jim dovrà dimostrare d'essere il campione a tutti gli effetti, sconfiggendo l'imbattuto Roderick Blanco in un match privato. La posta in gioco per l'incontro sarà tutto o niente; ma cosa s'intende esattamente per tutto ?
- Interpreti: Gary Lockwood (Jim Figg), Joan Van Ark (Sondra Blanco) e Chuck Connors (Roderick Blanco)
- Note: primo episodio ad essere trasmesso in italia

## Something in the Woodwork
- Titolo italiano: ?
- Diretto da: Edward M. Abroms
- Scritto da: Rod Serling e basato sul racconto di R. Chetwynd-Hayes

### Trama
La neo divorziata Molly Wheatland, una depressa alcolizzata, pianifica vendetta contro l'ex marito con l'aiuto di uno spettro. 
- Interpreti: Geraldine Page (Molly Wheatland)

## Morte su una chiatta
- Titolo originale: Death on a Barge
- Diretto da: Leonard Nimoy
- Scritto da: Halsted Welles e basato sul racconto di Everil Worrill

### Trama
Un ragazzo di nome Ron s'innamora della bella Hyacinth, una donna confinata su di una chiatta ancorata in un canale. Nonostante la reciproca passione, Hyacinth si rifiuta di lasciare la chiatta, volendo invece che sia Ron ad attraversare il canale... 
- Interpreti: Lesley Ann Warren (Hyacinth) e Robert Pratt (Ron)
- Note: debutto alla regia di Leonard Nimoy

## Sussurri
- Titolo originale: Whisper
- Diretto da: Jeannot Szwarc
- Scritto da: David Rayfiel e basato sul racconto di Martin Waddell

### Trama
Il matrimonio di Charlie ed Irene Evens è perseguitato da un incubo senza fine: Irene sente delle voci dall'aldilà. Il tutto era iniziato come un gioco, durante il quale gli spiriti dei morti parlavano tramite Irene, ma la loro insistenza divenne un peso per Charlie, che abbandonò tutto per seguire la moglie. Recentemente le voci hanno incominciano a dominare quasi completamente la vita degli Evens; Charlie ha il timore che la mente di sua moglie possa cadere sotto il loro controllo per sempre.
- Interpreti: Dean Stockwell (Charlie Evens) e Sally Field (Irene Evens)

## La bambola della morte
- Titolo originale: The Doll of Death
- Diretto da: John Badham
- Scritto da: Jack Guss e Vivian Meik

### Trama
Quando il matrimonio di Alec Brandon, proprietario di una piantagione nelle Indie occidentali britanniche, viene rovinato da un pretendente di nome Raphael, egli si prepara a vendicarsi grazie ad una bambola voodoo.
- Interpreti: Alejandro Rey (Raphael) e Barry Atwater (Alec Brandon)

## Odio mortale
- Titolo originale: Hatred unto Death
- Diretto da: Gerald Perry Finnerman
- Scritto da: Halsted Welles e basato sul racconto di Milton Geiger

### Trama
Gli antropologi Grant e Ruth Wilson cercano di calmare l'istintivo odio di un gorilla trovato durante una spedizione nel Kenya. L'animale reagisce come se fosse stato vittima di qualche cattiveria da parte di Grant, ma i due non si erano mai visti prima. Forse la fonte di quest'odio è vecchia di migliaia di anni.
- Interpreti: Steve Forrest (Grant Wilson) e Dina Merrill (Ruth Wilson)

## How to Cure the Common Vampire
- Titolo italiano: ?
- Diretto da: Jack Laird
- Scritto da: Jack Laird

### Trama
Due cacciatori di vampiri discutono su quale sia il metodo migliore per ucciderne uno.
- Interpreti: Richard Deacon (cacciatore) e Johnny Brown (cacciatore)

## Die Now, Pay Later
- Diretto da: Timothy Galfas
- Scritto da: Jack Laird e basato sul racconto di Mary Linn Roby

### Trama
Gli affari del becchino Walt Peckinpah raggiungono l'apice durante una svendita di casse ed urne, allo scopo di pulire il campionario. Questo miracolo economico coincide però con una serie di morti inspiegabilmente violente. 
- Interpreti: Will Geer (Walt Peckinpah) e Slim Pickens (Sceriffo Ned Harlow)
- Note: questa breve sequenza fu aggiunta alla serie durante le repliche

## Room for One Less
- Diretto da: Jack Laird
- Scritto da: Jack Laird

### Trama
Un mostro cerca d'entrare in un ascensore pieno di gente normale.
- Interpreti: Lee Jay Lambert (Mostro) e James Metropole (Operatore)
- Note: questa breve sequenza fu aggiunta alla serie durante le repliche